# Sant Fremin
Sant Fermin (en francès Saint-Firmin) és un municipi francès situat al departament dels Alts Alps i a la regió de Provença – Alps – Costa Blava.

## Demografia
| 1851                                       | 1962 | 1968 | 1975 | 1982 | 1990 | 1999 | 2006 | 2014 |
| ------------------------------------------ | ---- | ---- | ---- | ---- | ---- | ---- | ---- | ---- |
| 1311                                       | 554  | 515  | 535  | 465  | 408  | 438  | 438  | 479  |
| Des de 1962: població sense dobles comptes |      |      |      |      |      |      |      |      |

## Administració
| Període   | Identitat       | Partit        |
| --------- | --------------- | ------------- |
| 1989-1995 | Pierre Blache   |               |
| 1994-1995 | Georges Aye     |               |
| 1995-2001 | Robert Faure    |               |
| 2001-2008 | Christian Aigon |               |
| 2008-2010 | Robert Blache   | PS            |
| 2010-2020 | Alain Freynet   | Divers droite |
| 2020-     | Jean-Luc Blache |               |